# Záhonyi VSE
A Záhonyi VSE (teljes nevén: Záhonyi Városi Sportegyesület) magyar sport -és labdarúgóklub, melynek székhelye Záhonyban található. A labdarúgó mellett: asztalitenisz, kosárlabda, sakk és természetjáró szakosztállyal rendelkezik. A 2022/2023-as szezonban a Megye II-ben játszik.

## Története
A sportegyesületet 1947-ben alapították Záhonyi Vasutas SE néven, elődje az 1936-ban megalakított Záhonyi SE volt.

## Szakosztályai

### Labdarúgás
A labdarúgócsapat a különböző járási bajnokságokban kezdte szereplését, ez volt a klub első szakosztálya. 1961 és 1966 között a megye I tagja volt. 1967 és 1977 között az NB III Északkeleti-csoportjában, 1978 és 2000 között a megye I-ben szerepelt. A 2000-ben lezajlott országos bajnokság átalakítást követően az NB III Tisza-csoportjában kezdte meg a 2000–2001-es bajnoki idényt, ebben az osztályban 3 évet töltött. A 2002–03-as bajnokság végén bár nem esett ki az NB III-ból, de a vezetőség finanszírozási okokból a következő bajnokságra a megye I mellett döntött. 2010-ben kiesett a megye II-be, melyet egy évvel később megnyert, de a 2011–12-es megye I-es bajnokság végén az utolsó helyen végzett, így ismét következett az osztályváltás.

### Egyéb szakosztályai
- 1957: természetjáró
- 1958: röplabda
- 1970: kézilabda
- 1973: sakk
- 1974: birkózás, atlétika
- 1981: kosárlabda
- 1988: úszó

## Sikerek
Szabolcs-Szatmár-Bereg megyei I. osztály
- Bajnok (2): 1966, 1999-2000
- Ezüstérmes (3): 1981–82, 1983–84, 1990–91
- Bronzérmes (3): 1978–79, 1984–86, 1994–95

NBIII Északkeleti csoport
- Ezüstérmes: 1970–71, 1973–74

Szabad Föld-kupa döntős
- Döntős: 1991

## Ismert labdarúgók
- Moldván Miklós
- Márton András
- Szergej Pacaj